# Erioptera rubripes
Erioptera rubripes är en tvåvingeart som beskrevs av Alexander 1931. Erioptera rubripes ingår i släktet Erioptera och familjen småharkrankar. Inga underarter finns listade i Catalogue of Life.